# София Елизабет фон Шлезвиг-Холщайн-Зондербург-Визенбург
София Елизабет фон Шлезвиг-Холщайн-Зондербург-Визенбург (на немски: Sofie Elisabeth von Schleswig-Holstein-Sonderburg-Wiesenburg; * 4 май 1653, Хомбург фор дер Хьое; † 19 август 1684, Шлойзинген) от странична линия на Дом Олденбург, е принцеса от Шлезвиг-Холщайн-Зондербург-Визенбург и чрез женитба херцогиня на Саксония-Цайц (1676 – 1681).

## Живот
Тя е дъщеря на херцог Филип Лудвиг фон Шлезвиг-Холщайн-Зондербург-Визенбург (1620 – 1689) и втората му съпруга принцеса Анна Маргарета (1629 – 1686), дъщеря на ландграф Фридрих I фон Хесен-Хомбург и Магдалена Елизабет фон Лайнинген-Вестербург.
София Елизабет се омъжва на 14 юни 1676 г. във Визенбург при Хартмансдорф за Мориц фон Саксония-Цайц (1619 – 1681) от рода на Албертинските Ветини, първият херцог на Саксония-Цайц. Тя е третата му съпруга. Бракът е бездетен. Мориц умира през 1681 г.
София Елизабет умира на 19 август 1684 г. на 31 години в Шлойзинген. Тя е погребана в Халенкриптата на катедралата „Св. Петър и Павел“, Цайц.